# Stadsregio Arnhem Nijmegen
De Stadsregio Arnhem Nijmegen (SAN), voorheen Knooppunt Arnhem-Nijmegen (KAN), was sinds 1988 een samenwerkingsverband, van 2006 tot en met 2014 als plusregio, tussen een aantal gemeenten in het oosten van Nederland, met als doel het behouden en versterken van de kwaliteiten van het gebied om daarmee bewoners en bedrijven te binden aan deze regio. De stadsregio richtte zich met name op het ontwikkelen van beleid met betrekking tot verkeer en vervoer, economische ontwikkeling, wonen, ruimtelijke ontwikkeling en milieu. De regio telt 789.586 inwoners (1 januari 2024) op ruim 1000 km² en vormde daarmee − tezamen met Twente, Zuid-Limburg en de regio Eindhoven − een van de vier grote stedelijke agglomeraties buiten de Randstad. Per 1 januari 2015 zijn de verkeer- en vervoertaken en per 1 januari 2016 de organisatie van de stadsregio aan de provincie Gelderland overgedragen. Op 22 juni 2017 werd het definitieve liquidatiebesluit genomen. Per 1 januari 2021 zijn de gemeenten een nieuwe samenwerking aangegaan onder de naam Groene Metropoolregio Arnhem-Nijmegen.

## Geschiedenis
Het Knooppunt Arnhem Nijmegen werd opgericht in 1988, nadat de steden Arnhem en Nijmegen in datzelfde jaar waren opgenomen als een "knooppunt" in de Vierde nota ruimtelijke ordening. Aanvankelijk was het de bedoeling dat het zou uitgroeien tot een stadsprovincie, maar in 1995 werd dit plan van tafel geveegd door minister Dijkstal. In die tijd waren er niet minder dan 60 plannen, waarbij het enorme Multimodaal Transportcentrum (MTC) dat bij het Container Uitwissel Punt aan de Betuweroute bij Valburg moest worden gerealiseerd het speerpunt van het beleid vormde. Met steun van het Ministerie van Verkeer en Waterstaat en de Provincie Gelderland werd dit plan vormgegeven in diverse nota's en werden de gemeenten Valburg en Elst, waarop het MTC moest verrijzen gedwongen om grondgebied beschikbaar te stellen en medewerking te verlenen aan de aanpassing van hun bestemmingsplannen en een gemeentelijke herindeling, op straffe van een aanwijzing door het KAN via de provincie. Echter, het ministerie onder Tineke Netelenbos schrapte uiteindelijk zowel de noordtak als de zuidtak van de Betuwelijn, waardoor een groot deel van de basis onder het project wegviel. Ook de gewenste doortrekking van de A73 over de Waal kwam er niet. Diverse rapporten lieten zien dat de aangekondigde 8.000 banen die het MTC zou moeten opleveren in werkelijkheid erg onzeker waren. De lokale bevolking, de milieubeweging en de gemeente Overbetuwe waren tegen het plan, gevolgd door de gemeente Nijmegen nadat GroenLinks de grootste partij werd bij de gemeenteraadsverkiezingen van 2002. Na een negatieve uitspraak van de Raad van State over de goedkeuring van het Regionaal Structuurplan van het KAN in augustus dat jaar en een nut- en noodzaakdiscussie, verdween het hele MTC van tafel.
Met ingang van 1 januari 2006 ging het Knooppunt Arnhem-Nijmegen verder als Stadsregio Arnhem Nijmegen. De stadsregio heeft grotendeels dezelfde bevoegdheden als het knooppunt, maar die kregen wettelijke ondersteuning door de Wet gemeenschappelijke regelingen die op 1 januari 2006 van kracht was geworden.
De Stadsregio Arnhem Nijmegen was van 1 januari 2006 tot 31 december 2014 een zogenaamde plusregio. De plusregio's werden in 2014 opgeheven en samen met verdeeldheid binnen de deelnemende gemeenten over de organisatie betekende dat het einde van de stadsregio. De verkeerstaken vervielen per 1 januari 2015 en de organisatie is per 1 januari 2016 opgeheven.
Op 22 juni 2017 nam de Stadsregioraad het definitieve liquidatiebesluit en hield de Stadsregio Arnhem Nijmegen op te bestaan. Regioraadslid Pepijn Oomen (Nijmegen/GL) stemde tegen het voorstel. De PSP'92 sprak zich in haar inspraakreactie eveneens uit tegen het voorstel.

## Gemeenten

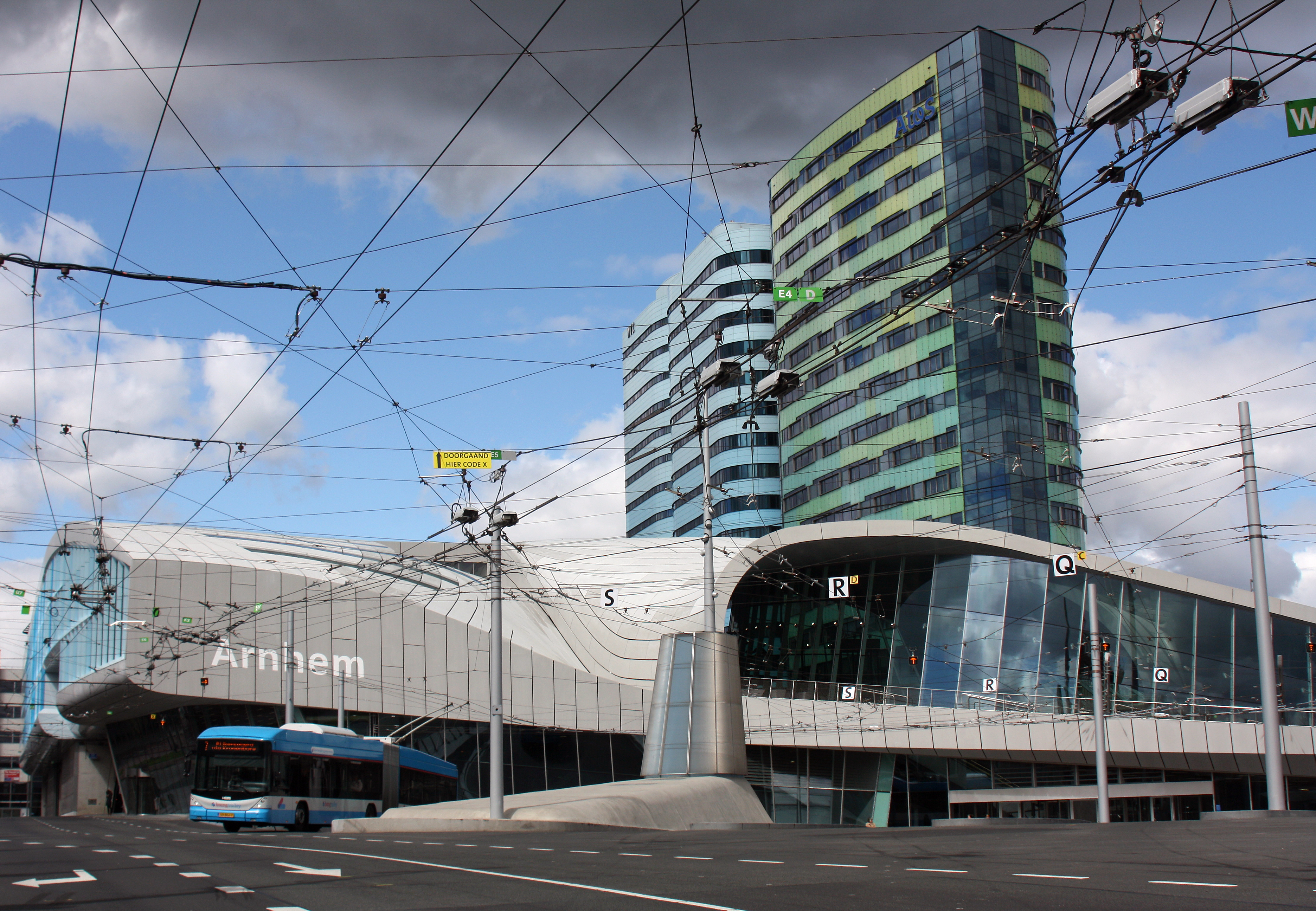
Arnhem

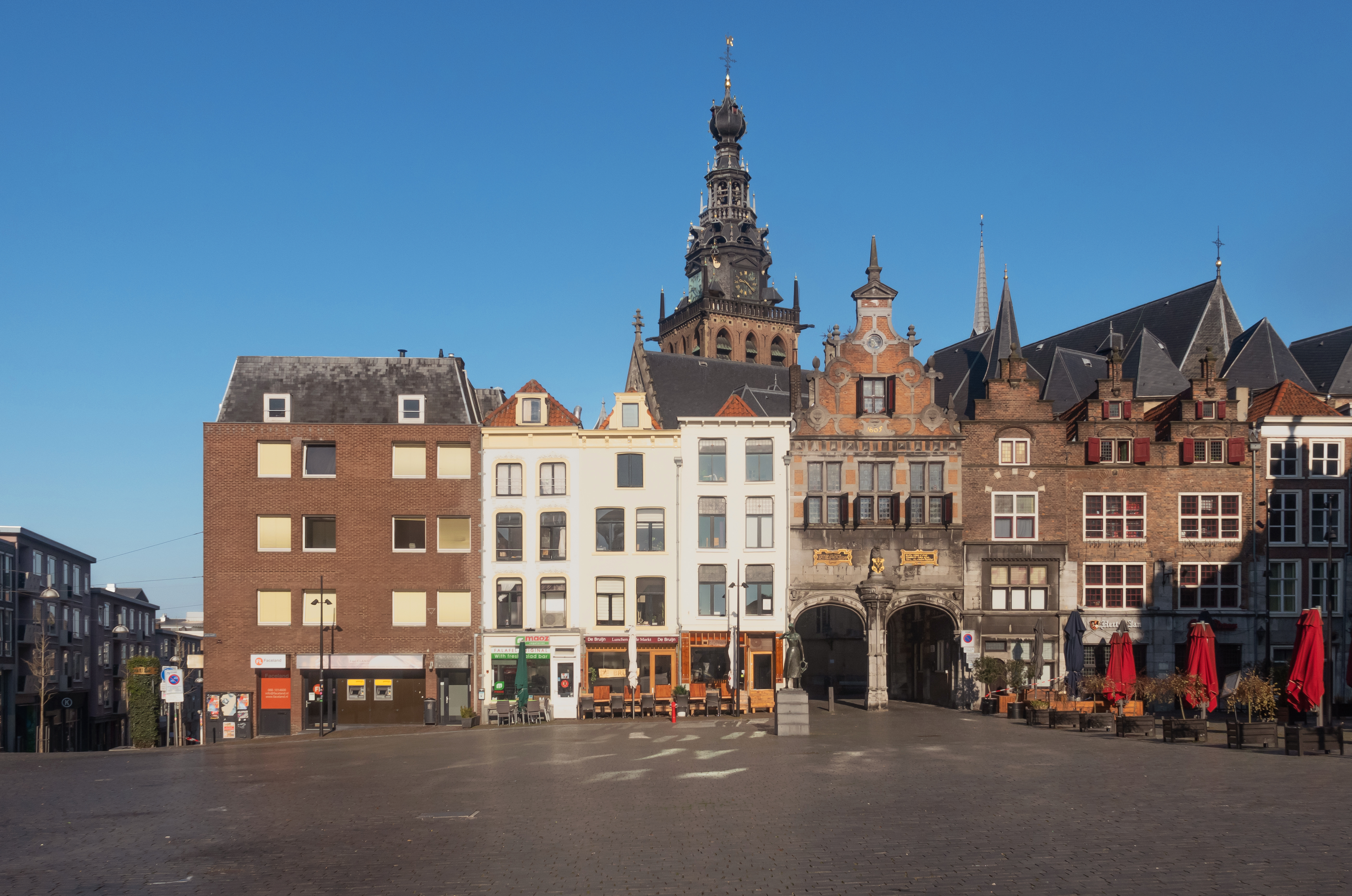
Nijmegen

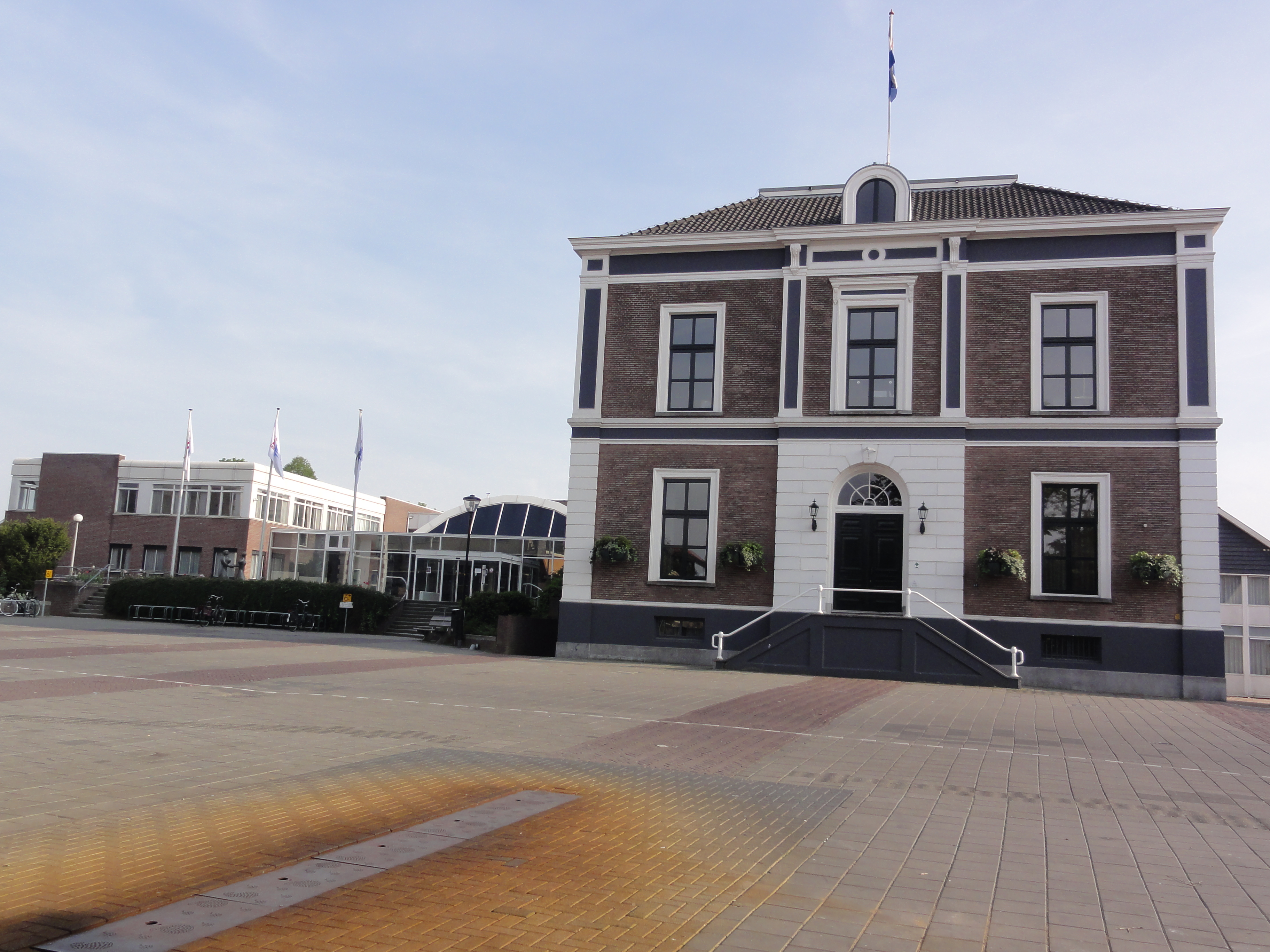
Overbetuwe

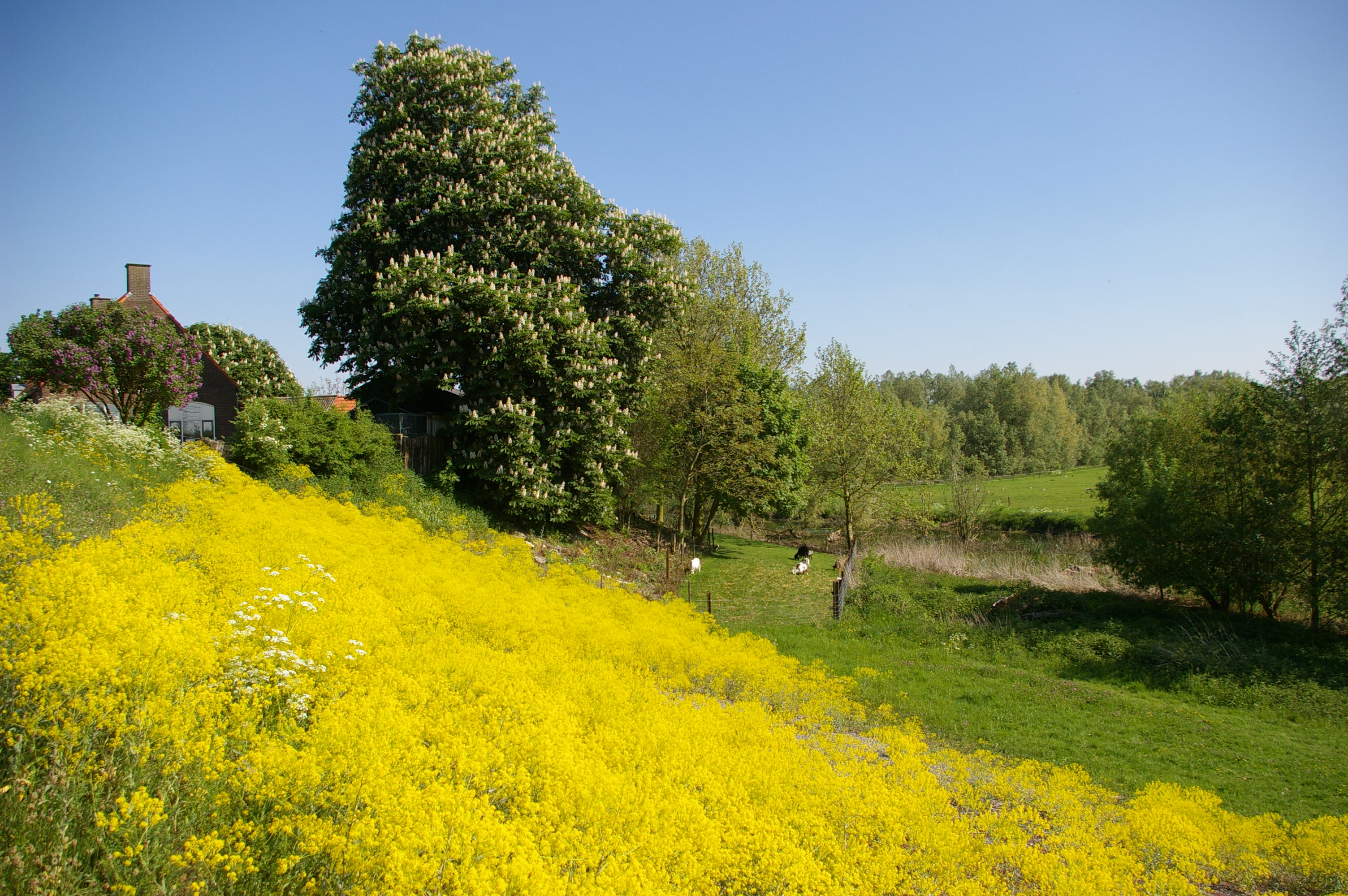
Lingewaard

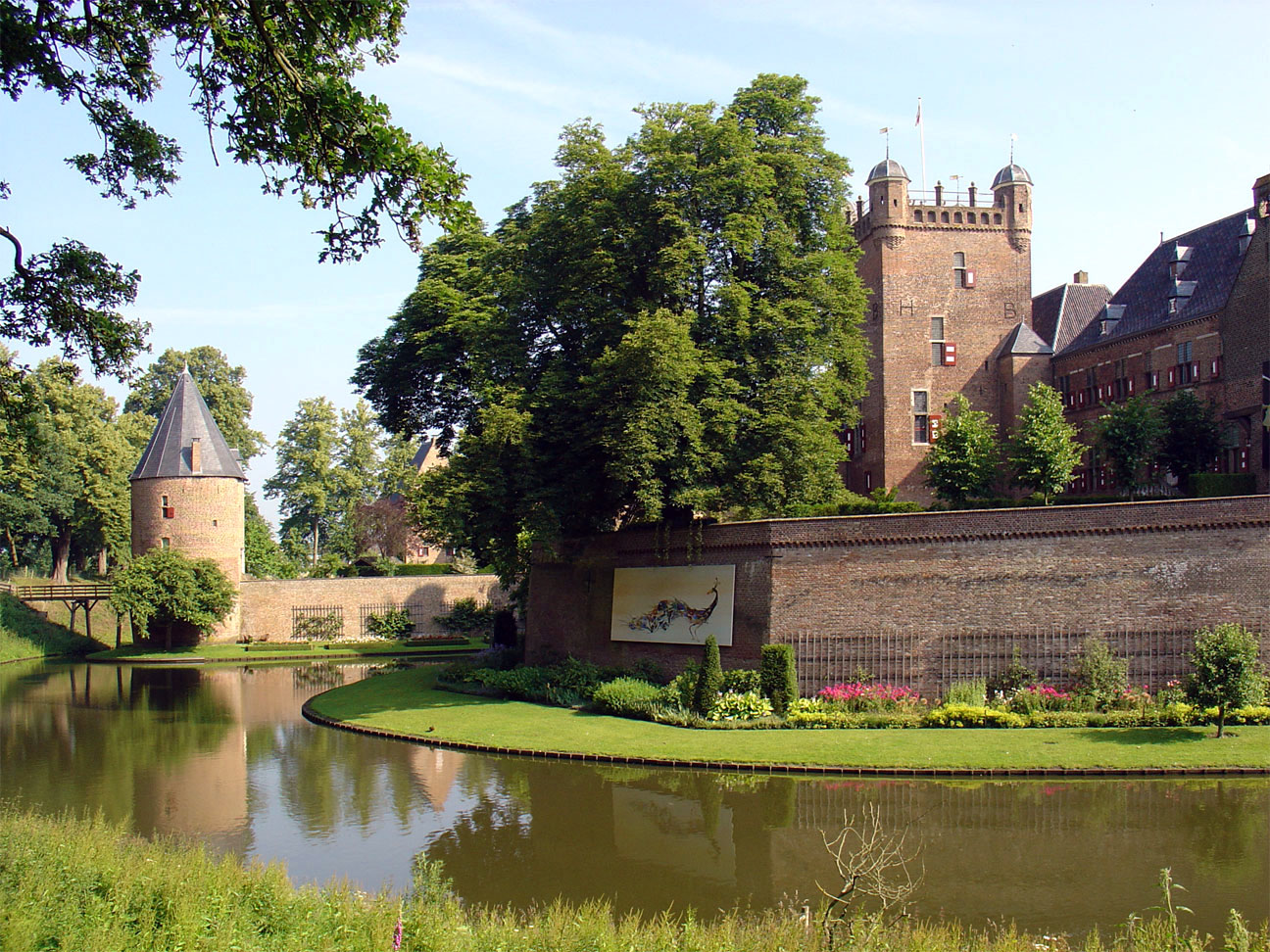
Montferland

De grootste gemeente is Nijmegen, met 187.011 inwoners, daarna volgt Arnhem met 167.651 inwoners. De derde gemeente is Overbetuwe met 48.909 inwoners en de vierde gemeente is Lingewaard met 47.342 inwoners (cijfers per 1 januari 2024).
Voor 1 januari 2001 bedroeg het aantal gemeenten 27. In 2001 werden de gemeenten Heteren, Elst en Valburg samengevoegd tot Overbetuwe en Bemmel, Gendt en Huissen tot Lingewaard. Een deel van de voormalige gemeente Elst was al eerder, in 1998, geannexeerd door Nijmegen (Lent). In 2005 werd Angerlo gefuseerd met de bestaande gemeente Zevenaar, tot de nieuwe gemeente Zevenaar. Ook fuseerde de gemeente Didam (die wel tot het knooppunt behoorde) met Bergh (dat geen deel uitmaakte van het knooppunt) tot de nieuwe gemeente Montferland, die wel deelneemt in de regio.
Van 2005 tot eind 2014 bestond de stadsregio uit 20 gemeenten: 19 Gelderse en 1 Limburgse gemeente (Mook en Middelaar). Per 1 januari 2015 zijn de gemeenten Groesbeek, Millingen aan de Rijn en Ubbergen samengevoegd tot de gemeente Berg en Dal. Gedurende 2015 had de samengevoegde gemeente de tijdelijke naam Groesbeek. Per 1 januari 2018 is de gemeente Rijnwaarden opgegaan in de gemeente Zevenaar.
De volgende gemeenten behoorden tot de regio (peildatum inwonertallen 1 januari 2024, bron: CBS):
| Gemeente          | Inwonertal | Arnhem/Nijmegen (COROP) | Stadsregio Arnhem Nijmegen |
| ----------------- | ---------- | ----------------------- | -------------------------- |
| Arnhem            | 167.651    | Ja                      | Ja                         |
| Berg en Dal       | 35.478     | Ja                      | Ja                         |
| Beuningen         | 26.723     | Ja                      | Ja                         |
| Doesburg          | 11.081     | Ja (tevens Achterhoek)  | Ja                         |
| Druten            | 19.209     | Ja                      | Nee                        |
| Duiven            | 24.869     | Ja                      | Ja                         |
| Heumen            | 16.839     | Ja                      | Ja                         |
| Lingewaard        | 47.342     | Ja                      | Ja                         |
| Montferland       | 36.879     | Nee (Achterhoek)        | Ja                         |
| Mook en Middelaar | 8.153      | Nee (Noord-Limburg)     | Ja                         |
| Nijmegen          | 187.011    | Ja                      | Ja                         |
| Overbetuwe        | 48.909     | Ja                      | Ja                         |
| Renkum            | 31.419     | Ja                      | Ja                         |
| Rheden            | 43.656     | Ja                      | Ja                         |
| Rozendaal         | 1.831      | Ja                      | Ja                         |
| Westervoort       | 15.152     | Ja                      | Ja                         |
| Wijchen           | 41.543     | Ja                      | Ja                         |
| Zevenaar          | 45.050     | Ja                      | Ja                         |

#### Tabel gemeentelijke samenstelling per regio
De tabel geeft aan welke gemeenten tot welke regio behoren. De tabel gaat uit van de WGR-gebieden waarbij in drie regio's gemeenten van buiten Gelderland zijn opgenomen. Het aantal inwoners en de oppervlakten zijn in de tabel per WGR-gebied aangegeven, dus inclusief de niet provinciale gemeenten.
| Regio in Gelderland (WGR-gebied) | Oppervlakte | Aantal inwoners 1 januari 2015 | Gemeenten in Gelderland                                                                                 | Gemeenten buiten Gelderland                            |
| -------------------------------- | ----------- | ------------------------------ | --- | ------------------------------------------------------ |
| Stadsregio subregio Arnhem       | 713,96 km²  | 367.251                        | Arnhem, Doesburg, Duiven, Lingewaard, Overbetuwe, Rheden, Rijnwaarden, Rozendaal, Westervoort, Zevenaar |                                                        |
| Stadsregio subregio Nijmegen     | 389,46 km²  | 338.232                        | Berg en Dal, Beuningen, Heumen, Nijmegen, Wijchen                                                       | Limburg: Mook en Middelaar Noord-Brabant: Cuijk, Grave |

## Openbaar vervoer
Het railvervoer in de Stadsregio Arnhem Nijmegen wordt verzorgd door de NS, Hermes (onder de naam Breng) en Arriva.
Het gaat om de volgende treindiensten, naast die van NS:
| Serie       | Treinsoort         | Route                                                | Bijzonderheden |
| ----------- | ------------------ | ---------------------------------------------------- | --- |
| 30400 RE 30 | Sneltrein (Arriva) | Apeldoorn – Zutphen – Winterswijk                    | Rijdt 's avonds van Zutphen naar Apeldoorn en van Apeldoorn naar Winterswijk. Rijdt in het weekend de gehele dag tussen Winterswijk en Apeldoorn. Stopt tussen Zutphen en Winterswijk op alle tussengelegen stations. |
| 30700 RS 32 | Stoptrein (Hermes) | Arnhem Centraal – Doetinchem                         | Rijdt onder de naam brengdirect en rijdt niet in de avonduren (na 20:00 uur) en het weekend. Verzorgt samen met Arriva een kwartierdienst tussen Arnhem en Doetinchem. |
| 30800 RS 31 | Stoptrein (Arriva) | Winterswijk – Zutphen                                | enkele treinen rijden van/naar Apeldoorn |
| 30900 RS 32 | Stoptrein (Arriva) | Arnhem Centraal – Doetinchem – Terborg – Winterswijk | Rijdt op zondag ochtend slechts 1x per uur richting Winterswijk. Vormt dan tussen Arnhem en Terborg een 30 minuten dienst met 36900. Op zondag ochtend begint de rit richting Arnhem 1x per uur in Winterswijk en 1x per uur in Terborg. Verzorgt samen met Hermes (die onder de naam brengdirect rijdt) doordeweeks tot 20:00 uur een kwartierdienst tussen Arnhem en Doetinchem. |
| 31100 RS 33 | Stoptrein (Arriva) | Arnhem Centraal – Elst – Tiel                        | Stopt niet te Arnhem Zuid. |
| 36900 RS 32 | Stoptrein (Arriva) | Arnhem Centraal – Doetinchem – Terborg               | Rijdt op zondagochtend 1 keer per uur richting Terborg. Vormt dan tussen Arnhem en Terborg een 30 minuten dienst met 30900. Rijdt niet op maandag tot en met zaterdag. Rijdt niet richting Arnhem. |

Het busvervoer in de gehele stadsregio (inclusief het Arnhems trolleybusnet) wordt verzorgd door Hermes onder de naam Breng.
Ook kent de stadsregio een systeem van Collectief Vraagafhankelijk Vervoer.

## Infrastructuur
De Stadsregio Arnhem Nijmegen is een van de grootste stedelijke gebieden van Nederland. Ondanks dat de infrastructuur in de regio redelijk goed is, zijn er een aantal knelpunten. Bijvoorbeeld de autosnelweg A325 die van de richting Nijmegen naar Arnhem en vice versa loopt. Daarnaast is er voor een betere ontwikkeling op het spoor Stadsregiorail ontwikkeld. De treinen gaan naar Arnhem in het noordelijke deel tot Wijchen in het westelijke deel. Er zijn diverse treinstations in Nijmegen en Arnhem geopend of gepland, zoals station Nijmegen Goffert en station Arnhem Business Park.

## Sport en cultuur

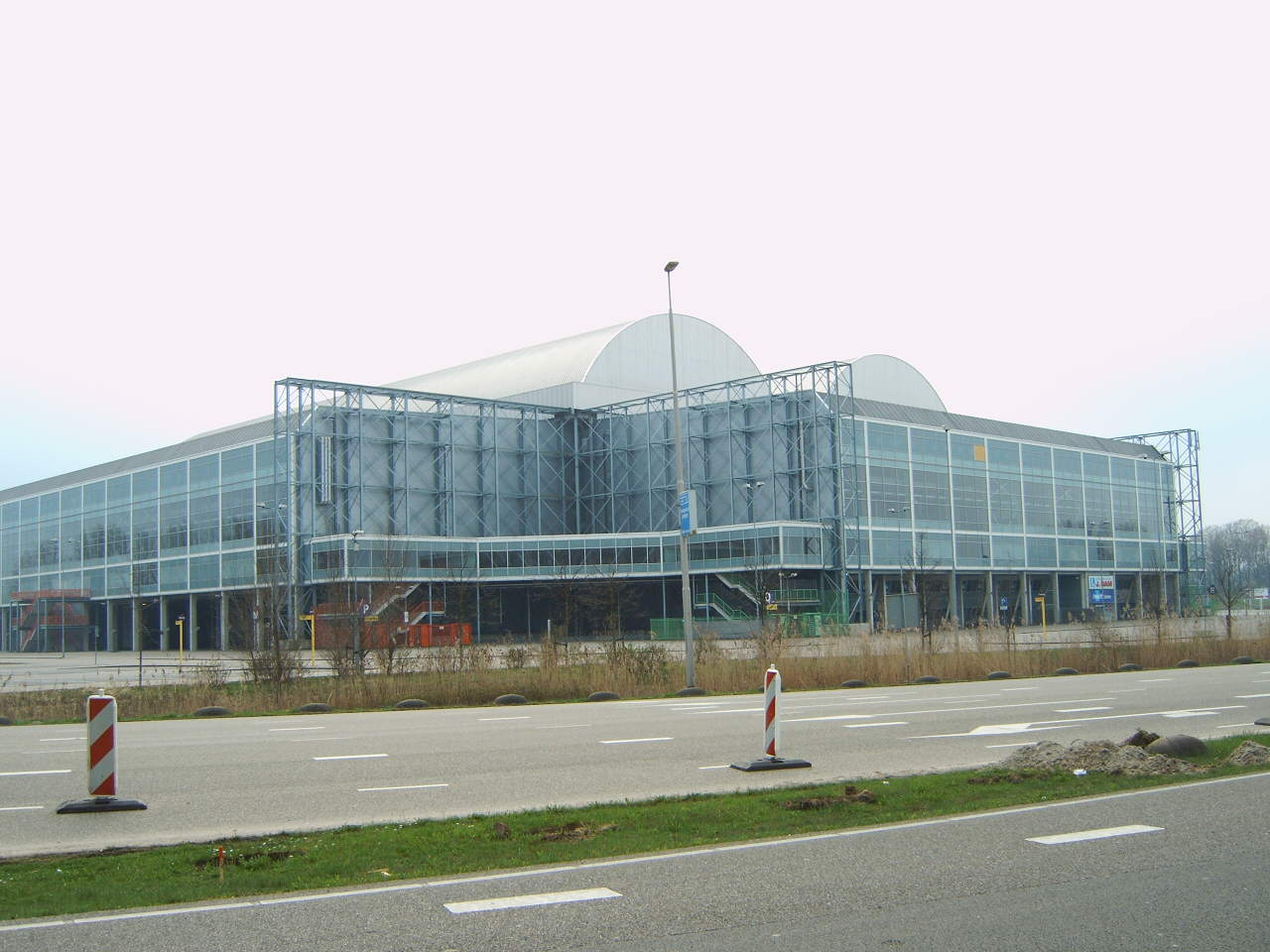
GelreDome Arnhem

De Stadsregio Arnhem Nijmegen is ook een centrum van cultuur, met vele musea, schouwburgen, concertzalen, bioscopen en winkels. Ook vinden in de stadsregio veel evenementen plaats. Bekende evenementen zijn onder andere de Nijmeegse Vierdaagse en de jaarlijks in Arnhem gehouden World Statues Festival, de Kasteelfeesten in Wijchen en de concerten die plaatsvinden in het GelreDome. Ook zijn er twee betaaldvoetbalclubs, Vitesse uit Arnhem en N.E.C. uit Nijmegen. Sportcentrum Papendal in Arnhem is een Centrum voor Topsport en Onderwijs met een eigen sporthotel waar ruim honderd topsporters wonen. Bekende hotspots in de regio zijn onder andere Koninklijke Burgers' Zoo, Nederlands Openluchtmuseum, Park Sonsbeek, Museum Het Valkhof, informatiecentrum Slag om Arnhem, Kasteel Doornenburg, Airborne Museum, John Frostbrug, Korenmarkt en het Goffertpark. Bekende winkelgebieden zijn onder andere in 2007 uitgeroepen tot Beste binnenstad van Nederland, de binnenstad van Arnhem nu plek 2. Ook in Nijmegen is er een groot aanbod aan winkels zoals in de Lange Hezelstraat, de oudste winkelstraat van Nederland. Duiven ligt aan de snelweg A12 en heeft de drukbezochte IKEA in haar gemeente. Winkelcentrum Kronenburg is het grootste overdekte winkelcentrum in de regio met ruim 110 winkels.
Steden als Arnhem en Nijmegen en de gemeenten Renkum en Overbetuwe krijgen jaarlijks veel toeristen die stad en streek bezoeken vanwege de oorlogsgeschiedenis die daar plaats heeft gevonden. Vaak worden dan de historische locaties bezocht, zoals de John Frostbrug, Ginkelse Heide en de Airborne War Cemetery in Oosterbeek.

## Regiomarketing
De Stadsregio Arnhem Nijmegen, de Kamer van Koophandel, het Regionaal Bureau voor Toerisme KAN, VNO-NCW, MKB Midden en de gemeenten Nijmegen en Arnhem zijn de zeven initiatiefnemers van de regiomarketingcampagne Arnhem Nijmegen City Region.